# Kaprovóuni
Kaprovóuni är ett berg i Grekland.   Det ligger i prefekturen Nomós Kardhítsas och regionen Thessalien, i den centrala delen av landet, 210 km nordväst om huvudstaden Aten. Toppen på Kaprovóuni är 1 412 meter över havet, eller 452 meter över den omgivande terrängen. Bredden vid basen är 3,8 km.
Terrängen runt Kaprovóuni är huvudsakligen lite bergig.Runt Kaprovóuni är det glesbefolkat, med 13 invånare per kvadratkilometer. Närmaste större samhälle är Mitrópoli, 18,2 km norr om Kaprovóuni. I omgivningarna runt Kaprovóuni växer i huvudsak blandskog.